# Reálná mzda
Reálná mzda je ekonomický termín, který vypovídá o skutečné hodnotě výdělků (mezd). Zatímco nominální mzda vyjadřuje peněžitou odměnu, reálná mzda vyjadřuje, co je možné si za takovou odměnu koupit. Vyjadřuje kupní sílu mezd.

## Využití
Reálná mzda oproti nominální poskytuje lepší možnost mezinárodního nebo časového srovnání. Z hlediska časového totiž očišťuje nominální mzdu o vlivy inflace, tedy o změny životních nákladů v čase. Z hlediska geografického očišťuje nominální mzdu o rozdílnost životních nákladů ve srovnávaných zemích.
Ku příkladu při prostém přepočtu průměrných mezd v Německu podle měnového kurzu na koruny zjistíme, že jsou vyšší než české mzdy. Abychom ale mohli mzdy skutečně poměřovat z pohledu obyvatel, je zapotřebí se podívat na to, co si Češi a Němci za své mzdy mohou koupit. Peníze totiž nejsou cílem práce, nýbrž jen prostředkem směny. Lidé pracují proto, aby si mohli koupit zboží a služby k uspokojení svých potřeb. Lépe tedy vypovídá o životní úrovni obyvatel např. to, kolik základních potravin si mohou za jednu měsíční mzdu koupit, jakou část mzdy dají za bydlení nebo za kolik měsíčních výdělků si pořídí automobil. Podobně i o změnách životní úrovně v čase vypovídá lépe srovnání toho, co si např. za celoroční výdělek mohli koupit lidé před dvaceti lety a co dnes, než kolik korun si vydělali.
Životní náklady jsou vyjádřeny pomocí cen zboží a služeb v tzv. spotřebním koši. To představuje i hlavní nedostatek reálných mezd oproti nominálním, neboť spotřební koš je sestaven uměle, pouze s předpokladem reprezentativního zastoupení skutečných životních nákladů. Vypovídací hodnota reálných mezd tedy závisí na tom, jak věrně se při konstrukci spotřebního koše daří vyjádřit skutečné náklady obyvatel.
Srovnáním časových řad reálných mezd s dalšími makroekonomickými ukazateli jako jsou hrubý domácí produkt (HDP), míra nezaměstnanosti nebo produktivita práce lze dovozovat hlubší souvislosti ve vývoji hospodářství a trhu práce. Reálná mzda má pro tyto potřeby mnohdy lepší vypovídací hodnotu než nominální. Např. i když nominální mzdy rostou, má-li jejich růst stejné tempo jako růst cen spotřebních statků (spotřebitelských cen), zaměstnanci si za ně mohou koupit jen stále stejné množství statků a takovýto růst se neprojeví změnou jejich kupního chování nebo jejich chování na trhu práce. Ke změně naopak může dojít i při stagnujících nominálních mzdách, pokud vlivem snižování cen (deflace) rostou reálné mzdy.

## Výpočet
Vztah reálných mezd k nominálním lze vyjádřit pomocí vzorce {\displaystyle R={\frac {W}{P}}}, kde W jsou mzdy (Wages), P spotřebitelské ceny (Prices) a R reálné mzdy (Real wages).

### Index reálných mezd
Srovnání reálných mezd v čase lze provádět pomocí indexu, který vyjadřuje změnu hodnoty za určité časové období oproti adekvátnímu předchozímu období. Typicky se srovnává průměr měsíčních mezd za rok s průměrem předchozího roku. Nebo průměrná mzda za určité období se stejným obdobím předchozího roku (zkr. SOPR), tedy např. za třetí čtvrtletí roku 2012 s třetím čtvrtletím roku 2011.
Index reálných mezd je definován jako index nominálních mezd dělený indexem spotřebitelských cen (životních nákladů). Uvádí se obvykle vyjádřen desetinným číslem jako např. 1,048 nebo procentně jako 104,8.
Příklad: Pokud vzrostly nominální mzdy meziročně o 30 % a spotřebitelské ceny o 25 %, pak je index nominálních mezd 1,30 a index spotřebitelských cen 1,25. Index reálných mezd je pak roven 1,30 : 1,25 = 1,04 a reálné mzdy tedy vzrostly o 4 % .

## Reálná mzda na trhu práce

Vztah poptávky a nabídky v klasickém modelu trhu práce

Z mikroekonomického pohledu se na trhu práce potkává nabídka práce (lidé) s poptávkou po práci (firmy). Na straně nabídky probíhá rozhodování mezi prací a volným časem nebo také mezi volným časem a jinými statky, které by si člověk mohl pořídit za mzdu. Růst mzdy zvýší zájem o práci s vidinou vyššího výdělku na úkor volného času (dochází k tzv. substitučnímu efektu, kdy s vyšší mzdou člověk nahrazuje volný čas prací). Růst mzdy však zvýší i zájem o volný čas, neboť s vyšší mzdou si člověk může dovolit více statků a více možností trávení volného času (dochází k tzv. důchodovému efektu, kdy s vyšší mzdou člověk nahrazuje práci volným časem). Tyto dva efekty tedy působí proti sobě a záleží na tom, který efekt právě převládá. Podle empirických pozorování převládá při celkově nižších mzdách substituční efekt, zatímco při celkově vyšších mzdách začíná převládat efekt důchodový.
Z předchozího je patrné, že člověk poměřuje výši mzdy nejen podle její nominální hodnoty, ale zejména podle množství statků, které si za ni může pořídit. Pokud by mzda rostla stejným tempem jako ceny spotřetních statků, člověk by si za vyšší mzdu mohl koupit jen stejné množství statků a na takový růst by nabídka na trhu práce nereagovala zvýšením nabízené práce. Jen v případě, že si člověk za svůj výdělek koupí více statků, je motivován k většímu zájmu o práci. Funkce nabídky práce je proto závislá na reálné, nikoli nominální mzdě.
Podobně se strana poptávky rozhoduje, zdali jí zvýšené mzdy přinesou vyšší výnosy z prodaných výrobků nebo služeb. Pokud by spolu se zvýšením cen (které tvoří pro firmy výnos) došlo ke stejnému zvýšení mezd (které jsou pro firmy nákladem), nic by se z pohledu firem nezměnilo. Jedině pokud by zvýšení cen bylo výraznější než zvýšení mezd, tedy pokud by reálné mzdy klesly, pak by firmy měly zájem zaměstnávat více práce.

## Reálná mzda a Phillipsova křivka

Krátkodobá a dlouhodobá Phillipsova křivka v modifikovaném modelu

Ekonomií uchopený vztah mezi mírou nezaměstnanosti a tempem růstu mezd graficky znázorňuje Phillipsova křivka. Původní verze křivky vychází z práce A. W. Phillipse, který roku 1958 studoval vývoj těchto veličin v hospodářství Velké Británie za předchozích sto let. V roce 1967 zpochybnil platnost původní Phillipsovy křivky Milton Friedman, který do konceptu zakomponoval adaptivní inflační očekávání a peněžní iluzi.
Peněžní iluze je dle Friedmana krátkodobé nerozlišení mezi nominálními a reálnými mzdami ze strany zaměstnanců a mezi nominálními a reálnými cenami ze strany firem. Pokud centrální banka zvýší nabídku peněz v ekonomice, projeví se to v růstu nominálních mezd. Tento růst si zaměstnanci mylně vyloží jako růst reálných mezd a zvyšují svou nabídku práce. Firmy zase nedokáží rozlišit inflační růst cenové hladiny od růstu relativní ceny svých produktů v důsledku zvýšené poptávky po nich, reagují zvýšením produkce a náborem nových pracovníků, což v důsledku sníží nezaměstnanost. K pohybu po Phillipsově křivce tedy skutečně dojde, ale jen krátkodobě, než si ekonomické subjekty na obou stranách trhu uvědomí své omyly a vrátí se do předchozího rovnovážného stavu. Ten Friedman označuje za přirozenou míru nezaměstnanosti, která je dlouhodobě stabilní.
Adaptivní inflační očekávání ve Friedmanově pojetí znamenají, že subjekty na základě předchozích zkušeností a chyb utvářejí svá očekávání ohledně budoucího vývoje. Pokud inflace už nějakou dobu trvá, začnou ji zahrnovat i do nově podepisovaných smluv a pouhá očekávání se tak stávají realitou. Očekávaná inflace se přetváří ve skutečnou inflaci. Takto i po návratu nezaměstnanosti na svou přirozenou míru přetrvává inflace zabudovaná v očekáváních.
Takový vliv má tedy rozdíl mezi nominální a reálnou mzdou a (ne)schopnost jeho rozpoznání ekonomickými subjekty.

## Reálná mzda v Česku

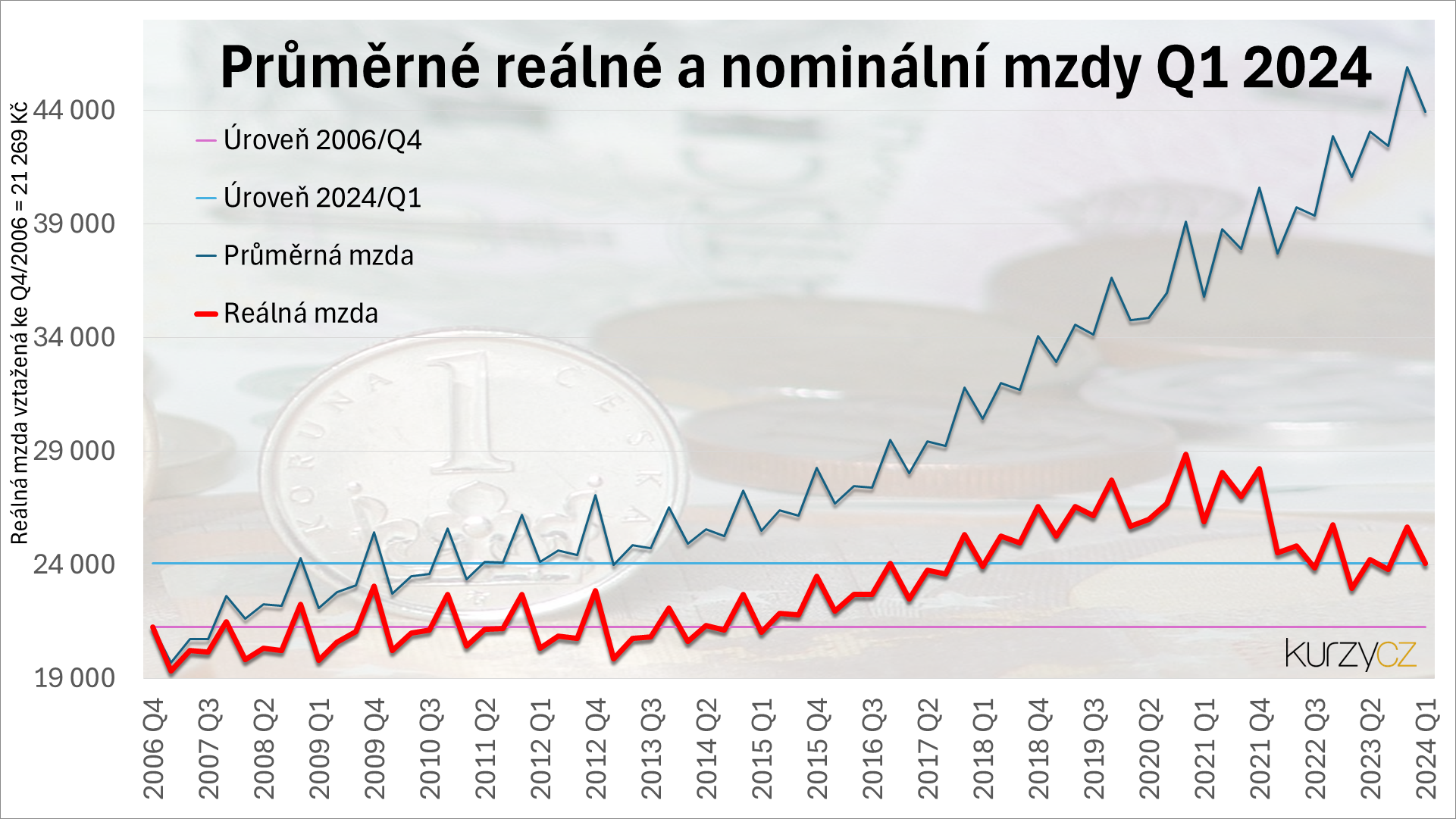
Reálná mzda v ČR 2006 - 2023

V roce 1991 proběhlo v tehdejším Československu uvolnění cen a obchodu a v následujících letech dále pokračovala deregulace cen spolu s privatizací a stabilizací trhu. Došlo tak k prudkému uvolnění inflace, uměle potlačované v předchozích obdobích plánovaného hospodářství. Kumulativní růst spotřebitelských cen během let 1990–1993 činil celkem 126 %. Tento růst cen výrazně převýšil růst nominálních mezd, a došlo tak k poklesu reálných mezd. Tím se vytvořil tzv. mzdový transformační polštář, který se v následujících letech postupně vyprazdňoval v závislosti na tempu růstu reálných mezd.
V prvních třech letech samostatné České republiky byl předchozí skokový pokles vystřídán růstem reálných mezd, v důsledku toho i růstem spotřeby domácností a celkové poptávky na trhu. Začalo docházet k „přehřátí“ ekonomiky, což spolu s nadměrnými či špatnými investicemi zapříčinilo recesi od roku 1997 a spolu s ní i zastavení růstu až mírný pokles reálných mezd. Od roku 1999 se ekonomika opět stabilizovala a nastalo osmileté období vytrvalého růstu, podpořeného otevřením evropského trhu, zahraničními investicemi, růstem produktivity práce a relativně nízkým růstem cen (v roce 2003 téměř nulovým). K dalšímu výraznému zbrzdění rostoucích reálných mezd došlo znovu v roce 2008 v souvislosti s novou ekonomickou recesí. 
|                      | 1993  | 1994  | 1995  | 1996  | 1997   | 1998   | 1999   | 2000   | 2001   | 2002   | 2003   | 2004   | 2005   | 2006   | 2007   | 2008   | 2009   | 2010   | 2011   | 2012   | 2013   |
| -------------------- | ----- | ----- | ----- | ----- | ------ | ------ | ------ | ------ | ------ | ------ | ------ | ------ | ------ | ------ | ------ | ------ | ------ | ------ | ------ | ------ | ------ |
| Průměrná mzda (v Kč) | 5 904 | 7 004 | 8 307 | 9 825 | 10 802 | 11 801 | 12 797 | 13 614 | 14 793 | 15 866 | 16 917 | 18 041 | 19 024 | 20 211 | 20 957 | 22 592 | 23 344 | 23 864 | 24 455 | 25 112 | 25 128 |
| Míra inflace (v %)   | –     | 10    | 9,1   | 8,8   | 8,5    | 10,7   | 2,1    | 3,9    | 4,7    | 1,8    | 0,1    | 2,8    | 1,9    | 2,5    | 2,8    | 6,3    | 1,0    | 1,5    | 1,9    | 3,3    | 1,4    |
| Index nominální mzdy | –     | 118,6 | 118,6 | 118,3 | 109,9  | 109,2  | 108,4  | 106,4  | 108,7  | 107,3  | 106,6  | 106,6  | 105,4  | 106,5  | 107,2  | 107,8  | 103,3  | 102,2  | 102,5  | 102,7  | 100,1  |
| Index reálné mzdy    | –     | 107,8 | 108,7 | 108,7 | 101,3  | 98,6   | 106,2  | 102,4  | 103,8  | 105,4  | 106,5  | 103,7  | 103,4  | 103,9  | 104,3  | 101,4  | 102,3  | 100,7  | 100,6  | 99,4   | 98,7   |

Reálné mzdy stagnovaly až do roku 2015, v průběhu let 2015 - 2020 reálné mzdy rostly. Prudký pokles reálné mzdy nastal v 1. čtvrtletí roku 2022. Na konci roku 2023 se reálná mzda pohybovala na úrovni roku 2017.